# Hosekera, Gangawati
Hosekera là một làng thuộc tehsil Gangawati, huyện Koppal, bang Karnataka, Ấn Độ.